# آرتی (ملکه)
| r · Z1 | V13 | i | i | B1 |

| r · Z1 | V13 | i | i | B1 |

آرتی (انگلیسی: Arty؛ زادهٔ) ملکه همسر نوبه و مصر بود که در دوران حکومت دودمان بیست و پنجم مصر زندگی می‌کرد.
آرتی دختر فرعون پیعنخی و همسرش شبیتکو بود. او را امروزه از مجسمه قاهره ۴۹۱۵۷ به‌دست آمده از کرنک می‌شناسند. نام او بر پایه مجسمه حوریماخت ذکر شده است.
او در گورستان در الکورو در مقبره کی‌یو۶ به خاک سپرده شد.